# Wilfried Vancraeynest
Wilfried Vancraeynest (Heule, 9 februari 1923 - Tielt, 31 mei 1979) was een Vlaams medicus en schrijver.

## Levensloop
Vancraeynest was een zoon van de verzekeringsmakelaar Georges Vancraeynest (1897-1965) en van Alice Kimpe. Hij promoveerde tot doctor in de geneeskunde aan de Katholieke Universiteit Leuven en werd internist in het ziekenhuis van Tielt. Hij trouwde met Marie-Anne (Inette) Guilbert en ze hadden een zoon en een dochter.
Naast zijn beroepsbezigheden, werd hij een gewaardeerd dichter. Vanaf 1970 verschenen gedichten van hem in het Nieuw Vlaams Tijdschrift en in Dietsche Warande en Belfort. Daarna verschenen vier dichtbundels, postuum aangevuld met een bundel nagelaten gedichten. Zijn poëzie werd door Joris Gerits beschreven als een kwalitatief hoogstaand dichterlijk oeuvre. 
Hij was pas zesenvijftig toen hij overleed, na een ziekte die hij twee jaar eerder zelf had gediagnosticeerd.

## Publicaties
- Zo schadeloos aanwezig, poëzie, Orion, 1972.
- Dwalend als een lange zenuw, Orion, poëzie, 1973.
- Van water waarop drinkbaar staat, Orion, poëzie, 1974.
- De wind ten behoeve, poëzie, Orion, 1976.
- Mijn ogen een varende schaduw, WPG uitgevers, 1980.